# Německé Rakousko
Německé Rakousko (německy Deutsch-Österreich či Deutschösterreich), celým názvem Republika Německé Rakousko (německy Republik Deutsch-Österreich), byl státní útvar existující v letech 1918–1919. Byl vyhlášen na konci první světové války v předlitavské části Rakousko-Uherska.

## Historie
Na konci první světové války došlo k rozbití Rakousko-Uherska a na území Předlitavska (rakouské části dvojmonarchie) se začaly formovat menší národní státy.

Návrh státního znaku (1918)

Němečtí poslanci rakouské Říšské rady ustavili Prozatímní národní shromáždění Německého Rakouska ve Vídni a zvolili pro tuto nově vzniklou německou zemi 21. října 1918 název „Německé Rakousko“. Následujícího dne odmítli monarchistické zřízení a prohlásili tento stát za republiku. Cílem státu Německé Rakousko bylo spojení těchto oblastí s Německou říší. Toto spojení však zakázala saintgermainská smlouva. Nárokoval si též velké části Československa, kde dle posledního sčítání lidu většinu tvořilo obyvatelstvo, jejichž obcovací řečí (Umgangssprache) byla němčina. Jednalo se převážně o pohraničí Zemí Koruny české a také o městské exklávy Brno, Olomouc a Jihlavu.
21. října 1918 též němečtí poslanci z českých zemí předem odmítli vznik samostatného Československa a oznámili úmysl české země rozdělit a takto vzniklou německou část připojit k Německému Rakousku. 28. října 1918 Češi a Slováci vyhlásili vznik Československa.
Smlouvou ze Saint-Germain, podepsanou 10. září 1919 a vstoupivší v platnost 16. července 1920, bylo po lidovém hlasování schváleno rozpuštění Rakousko-Uherska. Smlouva mimo jiné uzákonila název státu Österreich, včetně určení hranic státu.

## Oblasti nárokované Německým Rakouskem

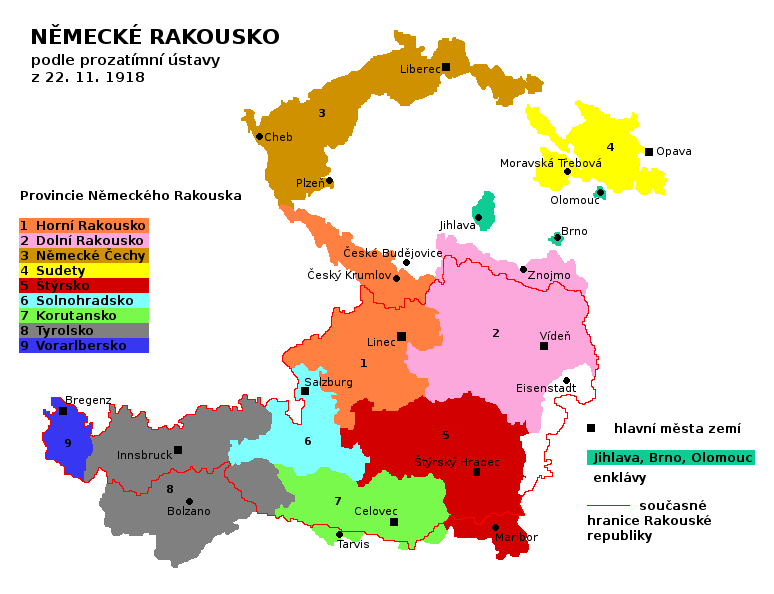
Rozsah územních nároků Německého Rakouska

- Dolní Rakousko (včetně Německé jižní Moravy), hlavní město Vídeň
- Horní Rakousko (včetně Šumavské župy), hlavní město Linec
- Štýrsko (včetně okolí Mariboru), hlavní město Štýrský Hradec
- Korutansko (včetně některých oblastí v dnešním Slovinsku), hlavní město Klagenfurt
- Tyrolsko (včetně Jižního Tyrolska, ale bez oblasti Trentino), hlavní město Innsbruck
- Vorarlbersko, hlavní město Bregenz
- Salcbursko, hlavní město Salcburk
- Německé Čechy (Deutschböhmen), hlavní město Liberec
- Sudetsko (Sudetenland), hlavní město Opava